# Vancsa Zalán
Vancsa Zalán (Budapest, 2004. október 27. –) magyar válogatott labdarúgó, a belga másodosztályú Lommel játékosa.

## Pályafutása

### Klubcsapatokban
A Vasas Kubala Akadémia csapatában játszott. 2021 és 2022 között az MTK Budapest FC csatára. 2021-ben 13 mérkőzésen szerepelt. Egy gólt szerzett, mégpedig bemutatkozó mérkőzésén, az Újpest ellen. 2022. január 31-én jelentették be, hogy a belga Lommel csapata szerződtette, de az idény végéig kölcsönben marad az MTK Budapest csapatánál.
A 2022-23-as idényt már a Lommelben kezdte. Augusztus 12-én, a Dender ellen 4-1-re megnyert bajnokin mutatkozott be a csapatban. A Belga Kupában a Zulte Waregem ellen debütált, szeptember 9-én. 2023. január 18-án, a bajnokság 20. fordulójában kiállították a Dender elleni 1–1-es mérkőzés során. Ez volt pályafutása első piros lapja. Április 17-én, a Genk U23-as csapata ellen játszott bajnokin szerezte idénybeli első, és egyetlen találatát. Összesen 23 bajnokin jutott szóhoz a kiírásban. A 2023-2024-es bajnokság nyitó fordulójában győztes gólt szerzett az Oostende otthonában. A szezon első felében 20 bajnoki mérkőzésen lépett pályára, ezeken hét gólt szerzett, és négy gólpasszt osztott ki csapattársainak. A csapat szurkolói januárban a hónap játékosának választották. A téli átigazolási szezonban a spanyol Girona és a holland Sparta Rotterdam érdeklődéséről is lehetett olvasni vele kapcsolatban. A bajnokság 24. fordulójában a Lommel 4–1-re nyert a Liege ellen, Vancsa pedig mesterhármast szerzett a találkozón. 2024. március 16-án, az Anderlecht második csapata ellen játszotta 50. bajnoki mérkőzését a Lommelben. Márciusban ismét a hónap legjobbjának választották a csapat szurkolói. A Lommel a szezon végén nem jutott fel az élvonalba, miután a rájátszásban alulmaradt a Kortrijkkal szemben. A nyári átigazolási szezon végén a belga élvonalbeli KAA Gent tett ajánlatot Vancsáért. Az átigazolást 2024. szeptember 4-én jelentette be hivatalosan a Gent, amely a 2024-2025-ös szezonra kölcsönvette Vancsát a Lommeltől, vételi opcióval. Miután kevés játéklehetőséget kapott a szezon első felében, 2025 februárjában a holland másodosztályban szereplő Rodához került, ugyancsak kölcsönben.

### A válogatottban
2019–2020 folyamán Magyarország U16-os válogatottjában 8 mérkőzésen játszott, egy gólt ért el.
2022 májusában meghívót kapott Marco Rossi szövetségi kapitánytól a júniusi angol, olasz és a német válogatottak elleni Nemzetek Ligája mérkőzésekre készülő magyar válogatott 27 fős keretébe.
A nemzeti csapatban június 7-én debütált az Olaszország ellen 2–1-re elveszített mérkőzésen, csereként lépett pályára, a 87. percben Schäfer  Andrást váltotta.

## Statisztika

### Klubcsapatokban
2025. május 9-i állapot szerint.
| Klub              | Szezon         | Bajnokság             | Bajnokság | Bajnokság | Kupa  | Kupa  | Nemzetközi | Nemzetközi | Egyéb | Egyéb | Összesen | Összesen |
| Klub              | Szezon         | Liga                  | Mérk.     | Gólok     | Mérk. | Gólok | Mérk.      | Gólok      | Mérk. | Gólok | Mérk.    | Gólok    |
| ----------------- | -------------- | --------------------- | --------- | --------- | ----- | ----- | ---------- | ---------- | ----- | ----- | -------- | -------- |
| MTK Budapest      | 2020–21        | NB I                  | 3         | 0         | —     | —     | —          | —          | —     | —     | 3        | 0        |
| MTK Budapest      | 2021–22        | NB I                  | 19        | 1         | 2     | 1     | —          | —          | —     | —     | 21       | 2        |
| MTK Budapest      | Összesen       | Összesen              | 22        | 1         | 2     | 1     | —          | —          | —     | —     | 24       | 2        |
| Lommel            | 2022–23        | Challenger Pro League | 23        | 1         | 1     | 0     | —          | —          | —     | —     | 24       | 1        |
| Lommel            | 2023–24        | Challenger Pro League | 36        | 13        | —     | —     | —          | —          | —     | —     | 36       | 13       |
| Lommel            | Összesen       | Összesen              | 59        | 14        | 1     | 0     | —          | —          | —     | —     | 60       | 14       |
| Gent (kölcsönben) | 2024–25        | Jupiler Pro League    | 2         | 0         | 1     | 0     | —          | —          | —     | —     | 3        | 0        |
| Roda (kölcsönben) | 2024–25        | Eerste Divisie        | 13        | 0         | —     | —     | —          | —          | —     | —     | 13       | 0        |
| Teljes karrier    | Teljes karrier | Teljes karrier        | 96        | 15        | 4     | 1     | —          | —          | —     | —     | 100      | 16       |

1. ↑  Magában foglalja a magyar, illetve a belga kupában való pályára lépéseit.

### A válogatottban
| Magyarország | Magyarország | Magyarország |
| Év           | Mérk.        | Gólok        |
| ------------ | ------------ | ------------ |
| 2022         | 1            | 0            |
| 2023         | —            | —            |
| 2024         | 1            | 0            |
| Összesen     | 2            | 0            |

### Mérkőzései a válogatottban
| Magyarország | Magyarország      | Magyarország                 | Magyarország | Magyarország | Magyarország | Magyarország    | Magyarország | Magyarország |
| #            | Dátum             | Helyszín                     | Hazai        | Eredmény     | Vendég       | Kiírás          | Gólok        | Esemény      |
| ------------ | ----------------- | ---------------------------- | ------------ | ------------ | ------------ | --------------- | ------------ | ------------ |
| 1.           | 2022. június 7.   | Cesena, Dino Manuzzi Stadion | Olaszország  | 2 – 1        | Magyarország | Nemzetek Ligája | -            | 87'          |
| 2.           | 2024. március 26. | Budapest, Puskás Aréna       | Magyarország | 2 – 0        | Koszovó      | barátságos      | -            | 84'          |
|              | Összesen          |                              |              | 2            | mérkőzés     |                 | 0            | gól          |